# (96206) Eschenberg
(96206) Eschenberg est un astéroïde de la ceinture principale.

## Description
(96206) Eschenberg est un astéroïde de la ceinture principale. Il fut découvert le 24 septembre 1992 à Tautenburg par Freimut Börngen et Lutz Dieter Schmadel. Il présente une orbite caractérisée par un demi-grand axe de 3,07 UA, une excentricité de 0,15 et une inclinaison de 3,5° par rapport à l'écliptique.